# 시벨레스궁

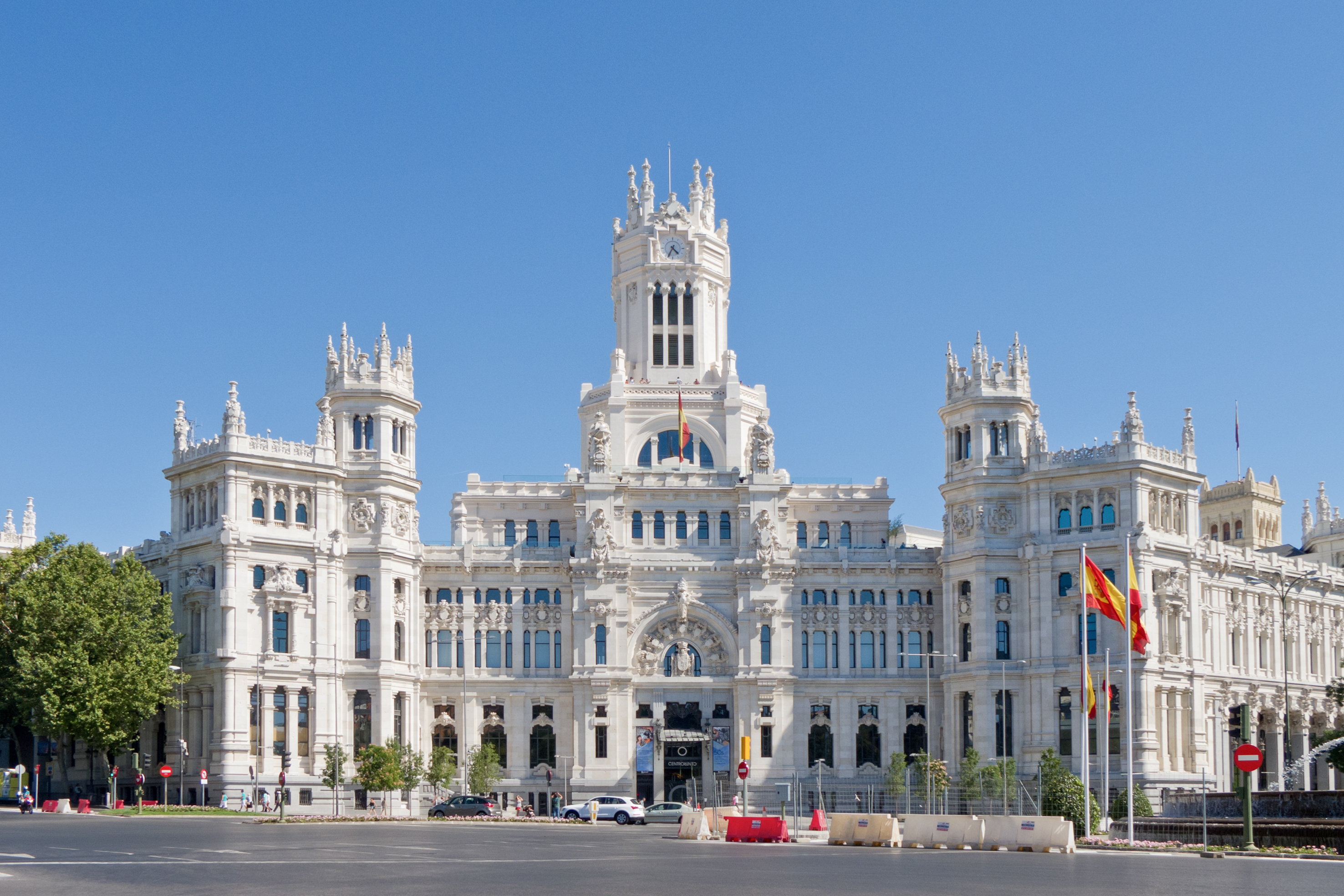
시벨레스궁

시벨레스궁(스페인어: Palacio de Cibeles)은 스페인 마드리드에 있는 궁전이다. 원래는 코무니카시오네스궁(스페인어: Palacio de Comunicaciones)이라는 이름이다.